# Patti Cohenour
Patti Cohenour (Albuquerque, 17 ottobre 1952) è un'attrice e soprano statunitense.

## Biografia
È nota soprattutto come interprete di musical a Broadway, Londra, Off Broadway, Canada e nel resto degli Stati Uniti. Tra le sue apparizioni teatrali più importanti si ricordano: La Bohème (New York, 1984), Drood! (Broadway, 1985; Londra, 1986; candidata al Tony Award alla miglior attrice non protagonista in un musical), Il fantasma dell'Opera (Broadway, 1988), My Fair Lady (Pacific Opera, 1989), Show Boat (Toronto, 1993), Tutti insieme appassionatamente (Broadway, 1998), The Light in the Piazza (Broadway, 2005), Chicago (St. Louis, 2012), Grey Gardens (Seattle, 2013) e War Paint (Chicago, 2016).

## Filmografia

### Televisione
- Il principe delle stelle - serie TV, 2 episodi (1982)